# Jan van Luxemburg-Ville

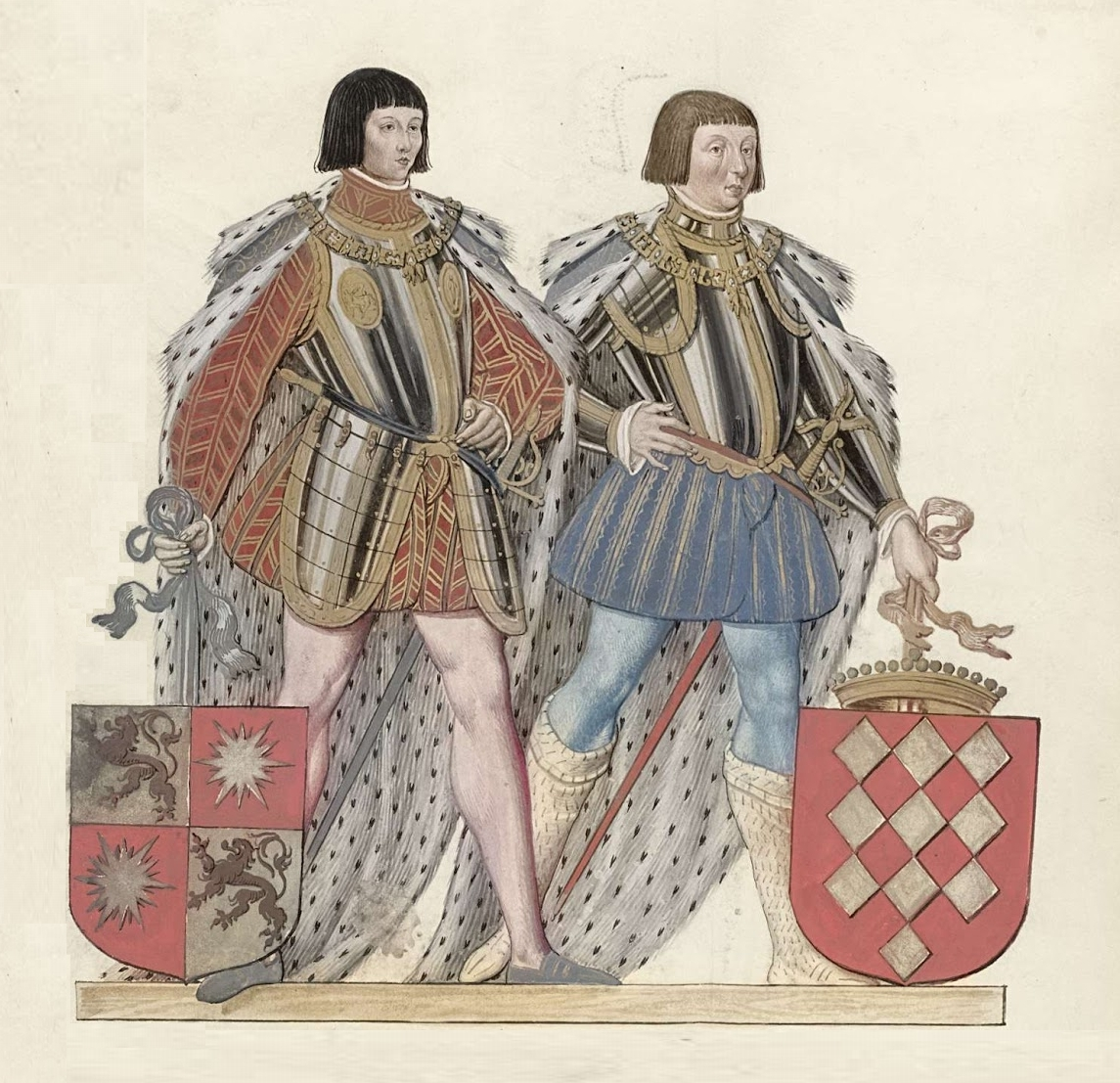
Jan van Luxemburg (links) en Antoon van Lalaing

Jan van Luxemburg, heer van Ville (ca.1477 - 1508) was raadsheer en tweede kamerheer bij Filips de Schone.
Hij huwde in 1501 met Elisabeth van Culemborg.
Filips de Schone stierf in 1506 waarna Jan van Luxemburg lid werd van de Nederlandse Geheime Raad onder Margaretha van Oostenrijk.